# Elmar Helten
Elmar Helten (* 1939 in Köln) ist emeritierter Professor (Ordinarius) der Fakultät für Betriebswirtschaftslehre der Ludwig-Maximilians-Universität München (LMU). Von 2006 bis Ende 2016 war er Präsident des Vereins Bayerisches Finanzzentrum.

## Biographie
Elmar Helten studierte Mathematik, Physik, Wirtschaftswissenschaften und Recht an den Universitäten Köln und Bonn. In Bonn wurde er Mitglied der katholischen Studentenverbindung KStV Arminia Bonn im KV.  1965 schloss er seine Studien mit dem Diplom in Mathematik ab. Seine Promotion zum Dr. rer. pol. über das Thema „Zur Kalkülisierung der Wirtschaftskybernetik“ erfolgte 1967 an der Universität zu Köln bei Adolf Adam. 1973 habilitierte sich Helten in Versicherungswissenschaft und Statistik an der Universität zu Köln und übernahm im gleichen Jahr den Lehrstuhl für Allgemeine Betriebswirtschaftslehre und Versicherungsbetriebslehre an der Universität Mannheim. Von 1987 bis 2005 war er Inhaber des Lehrstuhls für Betriebswirtschaftslehre, insbesondere Versicherungsbetriebslehre, und Direktor des Instituts für Risikoforschung und Versicherungswirtschaft (INRIVER) der Ludwig-Maximilians-Universität München. 
Helten ist Aufsichtsrat und Träger anderer Mandate in der Versicherungswirtschaft und in der IT-Branche. 2019 gehörte er zu den Gründungsmitgliedern der German Data Science Society, in deren Beirat er seither vertreten ist.